# Dubbelkapell

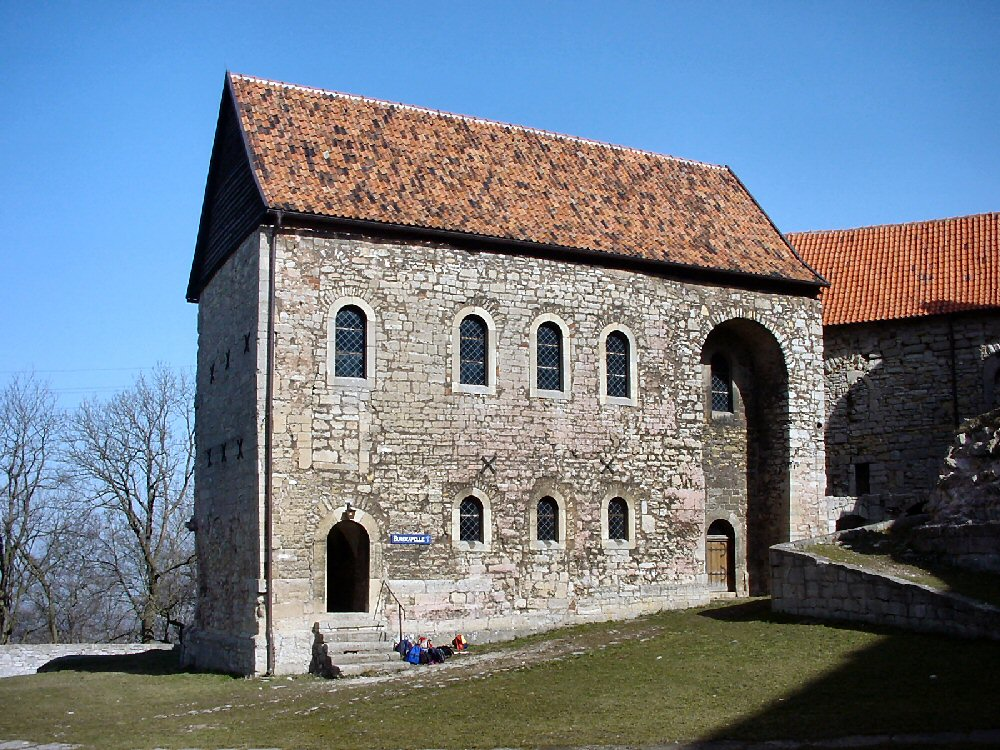
Dubbelkapell i Großlohra

Ett dubbelkapell är en kyrka med två våningar. Dubbelkapellen var vanliga i borgar och slott där den undre våningen tjänade tjänstefolket och den övre herrskapet. Det övre kyrkorummet hade i allmänhet en öppning i golvet ner till den undre våningen.